# Ros Beiaard (Dendermonde)

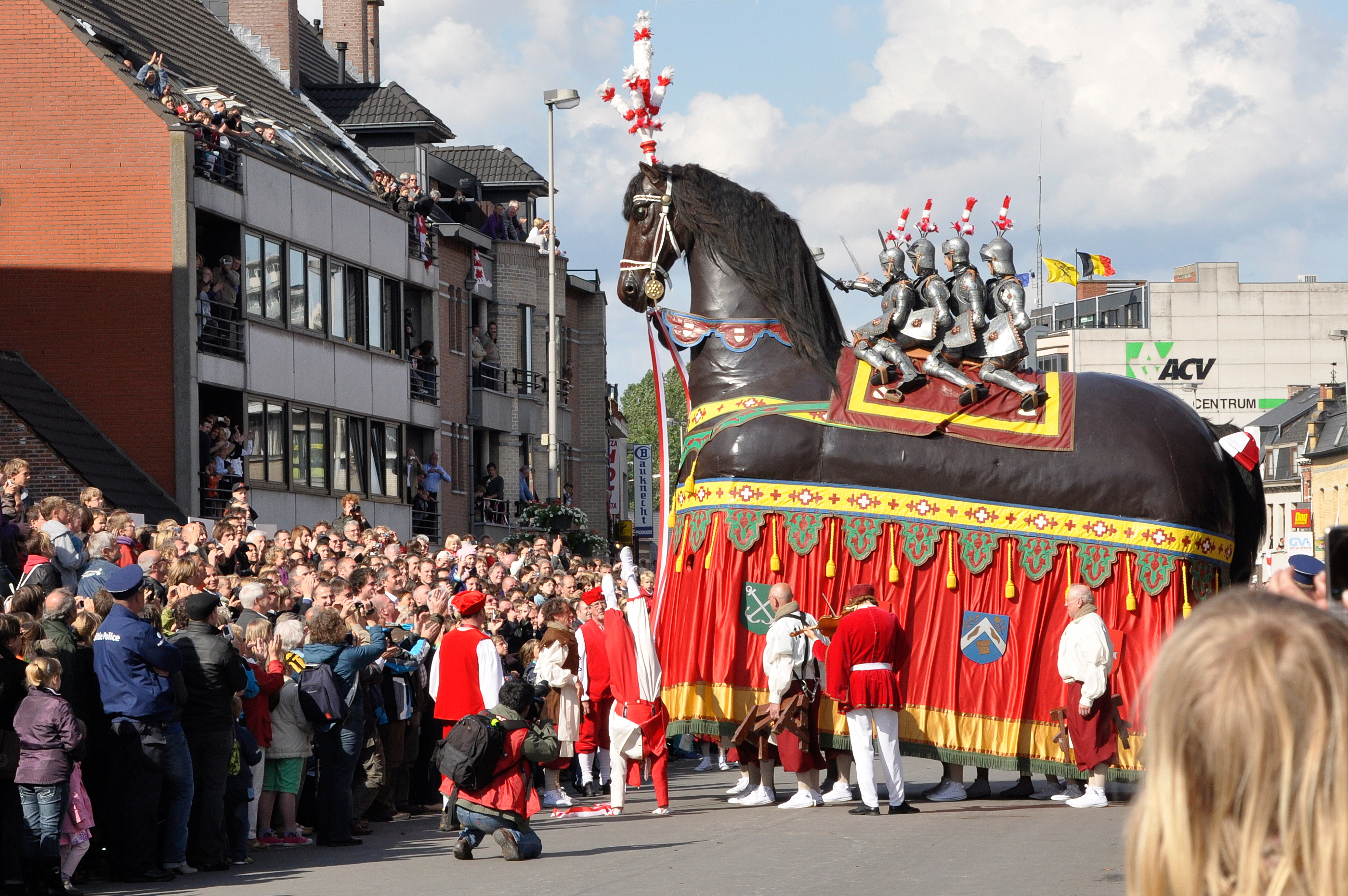
Ros Beiaardommegang 2010 in Dendermonde met de gebroeders Van Damme.

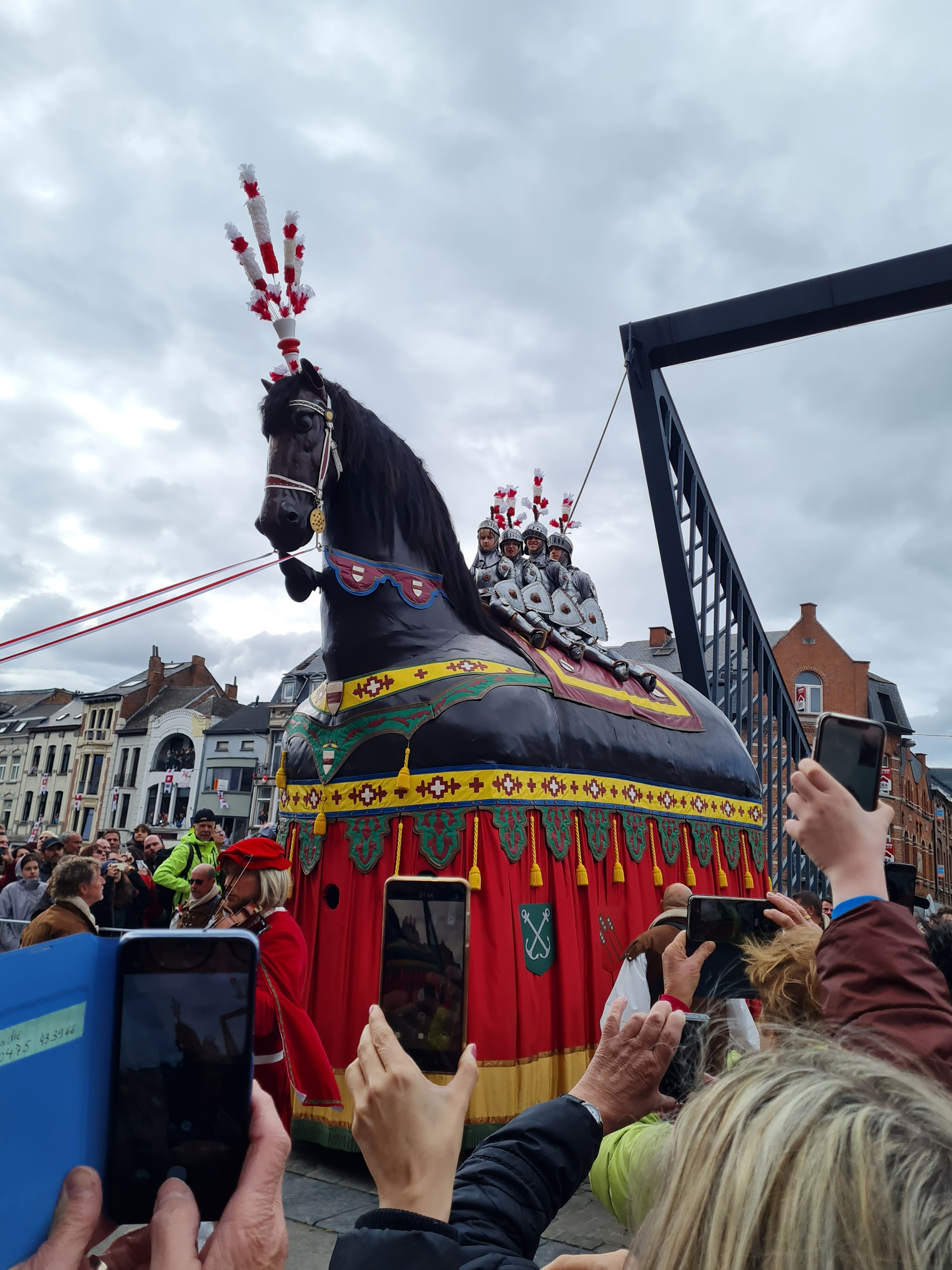
Ros Beiaardommegang 2022 in Dendermonde met de gebroeders Cassiman.

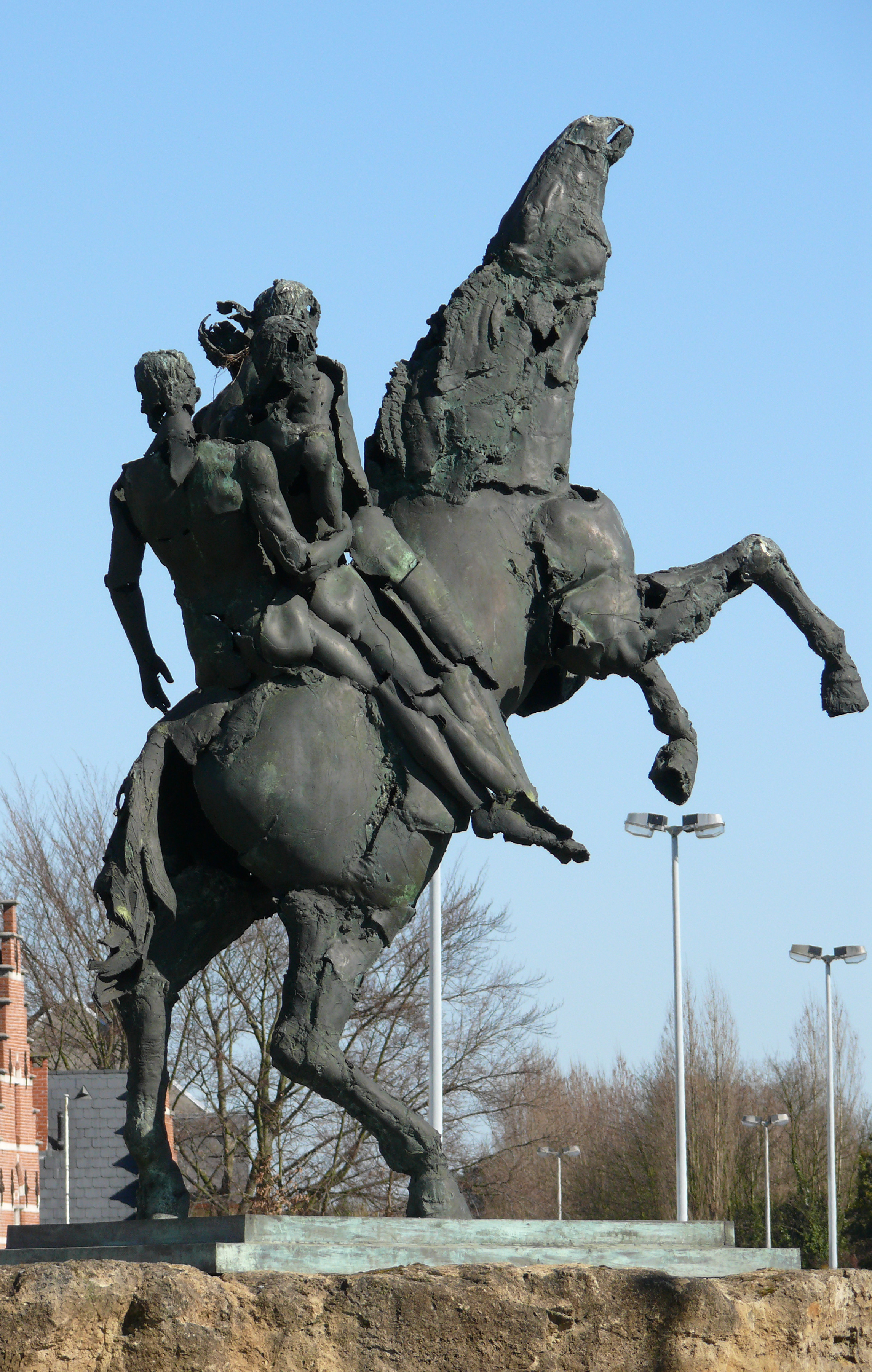
Standbeeld van het Ros Beiaard

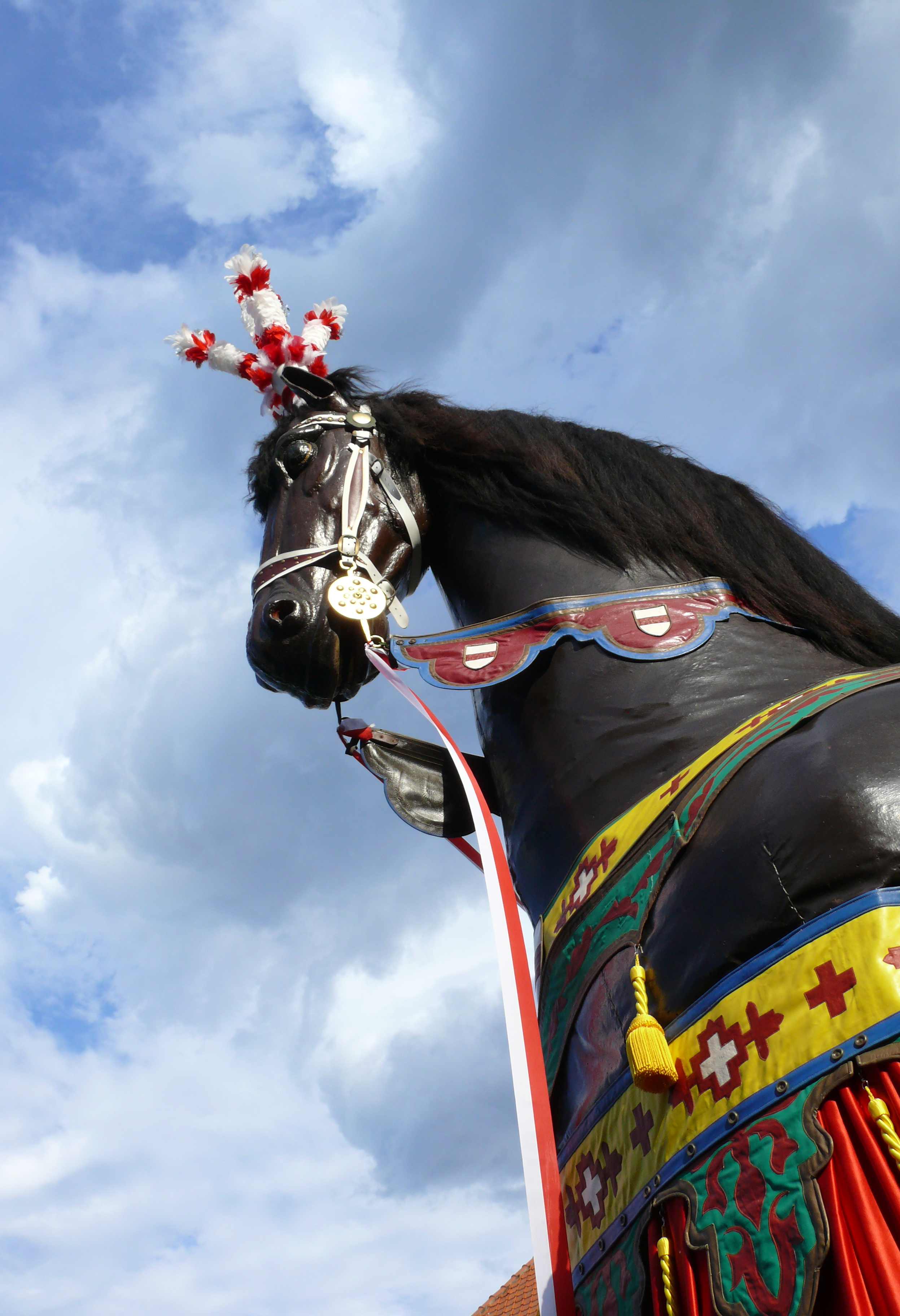
Hoofd van het Dendermondse Ros

Het Ros Beiaard van Dendermonde is een folkloristisch, zwart paard, dat zijn oorsprong vindt in de sage van de Vier Heemskinderen. Het is de hoofdfiguur in een tienjaarlijkse, middeleeuwse Ros Beiaardommegang.
Het Ros Beiaard van Dendermonde staat sinds 2005 op de Lijst van Meesterwerken van het Orale en Immateriële Erfgoed van de Mensheid van de Unesco en maakt deel uit van de  Canon van Vlaanderen.

## De sage van het Ros Beiaard
Dit is de sage zoals ze in de Dendermondse overlevering bestaat. Ze is voor een groot deel vormgegeven door Prudens Van Duyse. Voor een meer algemene beschouwing van dit onderwerp in de literatuur, zie Vier Heemskinderen.
Aymon, heer van Dendermonde, leefde jarenlang in ruzie met Karel de Grote. Er kwam pas verzoening toen heer Aymon huwde met Adelheid, een zus van Karel De Grote. Het echtpaar zette vier kloeke zonen op de wereld: Ritsaert, Writsaert, Adelaert en Reinout. Hun vader sloeg hen tot ridder en gaf ze elk een paard. Reinout was evenwel zo sterk dat hij zijn rijdier met één vuistslag velde. Een tweede paard werd hem aangeboden, maar reeds bij de eerste rit brak hij het de lenden. Omdat een ridder toch een paard moest hebben, bracht heer Aymon zijn zoon naar een burcht waarin het door iedereen gevreesde Ros Beiaard zat opgesloten. Na een heroïsch gevecht wist Reinout het paard te temmen.
Tijdens een hoog oplopende discussie aan het hof van Karel de Grote onthoofdde Reinout met één slag van zijn zwaard Karels zoon Lodewijk. De Vier Heemskinderen (verbastering van Aymonskinderen), gezeten op Beiaard, sloegen op de vlucht.
Vanuit hun sterke burcht verdedigden de vier ridders zich tegen de steeds aanvallende legerbenden van Karel de Grote. De vier broers zagen echter de ongelijke strijd in en Beiaard bracht hen terug naar het ouderlijk verblijf in Dendermonde. Ze troffen er hun rouwende moeder aan. Heer Aymon was namelijk in de handen van Karel de Grote gevallen. Karel wilde enkel vrede sluiten als het Ros Beiaard aan hem werd uitgeleverd. Reinout weigerde op dit voorstel in te gaan. Uiteindelijk zwichtte hij onder de smeekbede van zijn moeder.
Het Ros werd naar de Dendermonding (Schelde) gebracht, kreeg een aantal zware molenstenen rond de nek en werd in het water gestort. Het Ros verbrijzelde tot tweemaal toe de stenen en zwom hinnikend naar de oever waar Reinout stond. Het tragische schouwspel werd hem te machtig en hij wendde het hoofd af. Het Ros Beiaard dat voor een derde keer boven water kwam, dacht dat zijn meester hem verloochende en verdronk.

## 't Peird van Dendermonde
Het Ros Beiaard, de drie gildereuzen en het folkloristisch patrimonium vinden hun oorsprong in de religieuze processies die in de Middeleeuwen door de straten van Dendermonde trokken. Sinds de 15e eeuw werden aan deze processies steeds meer wereldse elementen toegevoegd, waaronder reuzenfiguren. Doorheen de tijd groeide het Ros Beiaard uit tot de hoofdrolspeler van zijn eigen ommegang. Elke 10 jaar wordt het Ros Beiaard uit Dendermonde onder massale belangstelling door de met vlaggen versierde stad gedragen. Het Ros Beiaard wordt voorafgegaan door een middeleeuwse ommegang met honderden figuranten, acrobaten en praalwagens die ook de sage van Ros Beiaard vertelt.
Het Ros Beiaard is het onovertroffen symbool van Dendermonde en de trots van de Dendermondenaren. Wanneer er zich een ommegang aankondigt stijgt de spanning in de stad en leeft men in extase naar de ommegang van het Ros Beiaard toe. Met vele nevenactiviteiten wordt er dan ook maandenlang uitgekeken naar de dag van de ommegang.
Het zien voorbijkomen van het Ros Beiaard doet veel Dendermondenaars een traantje wegpinken, wat door buitenstaanders vaak op hoongelach onthaal wordt. Doch wordt het opzwepende, bijna bovenzinnelijke effect van die passage van het paard (dialect: peird of peirt) vaak onderschat. Daarnaast speelt de duurtijd van 10 jaar tussen twee ommegangen ook op de emotionele snaar van de inwoners, op 10 jaar verandert er immers veel in een mensenleven. Vooral op latere leeftijd komt het besef dat het misschien de laatste keer is dat men de ommegang kan zien.

## Maten en gewichten
Van op de grond tot het hoogste gedeelte van het hoofd meet het Ros Beiaard 4,85 meter. Rekent men daar nog de sierpluim bij, dan bereikt het een hoogte van 5,8 meter. Van de neus tot de staart is het Ros 5,2 meter lang. De breedte bedraagt precies 2 meter. De kop van het Ros Beiaard is van eikenhout, 120 centimeter lang, van oor tot bovenlip, en zijdelings 50 centimeter breed, van oog naar keel. De kop is hol en bestaat vooral uit twee wangen die door zwaluwstaartverbindingen verbonden zijn op schedel en bovenkaakbeen. Het paard weegt 800 kg, zonder Heemskinderen. Het houten geraamte bevat drie ruimtes en biedt plaats voor 12 dragers of Pijnders die binnenin worden aangevoerd door hun ploegleider.
Het zadelkleed is bordeauxrood en aan de boorden voorzien van een fijne goud- en zilverdraad. Hierboven ligt een purperen dekkleed waarop men de wapens van de stad en van de gilden kan terugvinden. Tijdens de ommegang wordt het hoofd versierd met een sierpluim bestaande uit struisvogelveren in de stadskleuren wit en rood.

## Het verhaal van het hoofd van het Ros Beiaard
Experts zijn het er over eens dat de kop redelijk oud moet zijn. Volgens sommigen werd hij gebeeldhouwd in 1754, andere bronnen verklaren dat hij in de 15e eeuw werd vervaardigd.
De Dendermondse traditie wil dat het nog steeds dezelfde kop is, die eens werd gebeiteld door Lieven Van de Velde. Die Aalsterse kunstenaar bracht veel van zijn tijd door in herbergen en was verslaafd aan alcohol en verwaarloosde zijn gezin. Toen zijn geld opraakte, smeedde hij plannen om een jonge man te overvallen en zijn geld te roven. Helaas voor hem bleek hij het verkeerde slachtoffer te hebben uitgekozen en werd hij opgesloten en veroordeeld tot de strop.
Ondertussen werd het nieuws bekendgemaakt dat het Ros Beiaard opnieuw zijn ronde zou maken in de stad van Dendermonde. Er was echter een probleem: de kop van het beroemde Ros Beiaard was door houtwormen aangetast. Er bleek maar één kunstenaar in de stad te zijn die op een korte tijd een nieuwe kop kon beitelen, met name Van de Velde. In ruil voor zijn vrijlating zou hij de nieuwe kop vervaardigen, waarna Van de Velde, nog steeds volgens de overlevering, nog een voorbeeldig leven leidde. Volgens sommige versies van het verhaal heeft men de ogen van de kunstenaar uitgestoken om te vermijden dat hij een tweede dergelijk kunstwerk zou maken.

## De Vier Heemskinderen
Geheel volgens de sage nemen bij elke ommegang vier jeugdige broers uit Dendermonde, de Vier Heemskinderen, op het paard plaats, getooid in volledige ridderuitrusting. Hun fysieke prestatie is al even bewonderenswaardig als die van de Pijnders (dragers), gezien hun positie op de brede rug van het paard en de duurtijd van de ommegang. Bij de tienjaarlijkse ommegang heeft de keuze van de Vier Heemskinderen (Aymons kinderen) heel wat voeten in de aarde.
De selectiecriteria zijn niet min:
- Het moeten vier opeenvolgende broers zijn, zonder meisje ertussen.
- Ze moeten in Dendermonde geboren zijn.
- De ouders en de grootouders moeten in Dendermonde geboren zijn.
- Ze moeten tussen de 7 en 21 jaar zijn op de dag van de ommegang.
- Woonachtig in Dendermonde of een deelgemeente.

De Heemskinderen wacht tijdens de ommegang een zware taak. Zij moeten op de 2 m brede rug van het paard plaatsnemen gedurende enkele uren. Dit geeft een grote belasting voor de beenspieren, het bekken, de liezen en de onderrug. De Heemskinderen worden gedurende enkele maanden voorafgaand aan de ommegang begeleid door een kinesist om hun spieren en pezen te rekken tot een zo groot mogelijke spreidstand.

## Tijdlijn en oorsprong
De ommegang ontstond in de 13e eeuw of mogelijk al eerder. In het derde kwart van de 15e eeuw had de Ommegang een religieus karakter en bevatte het naast christelijke ook profane motieven, reuzen en mythische dieren zoals het Ros Beiaard, een Draak (fabeldier) en een olifant.

### 19e eeuw

#### 1807
In 1807 werd het Ros bereden door Pieter-Emmanuel, Pieter-Frans, Pieter-Jan en Bernard-Jozef Blomme. Men wilde met de ommegang de 40e geboortedag van Napoleon I (op 15 augustus) en de 6e van het Concordaat (op 15 juli) herdenken.

#### 1850
In 1850 waren het Edmond, Désiré, Henri en Lodewijk Spanoghe. Hun ouders baatten in de Torenstraat de bakkerij "De Vier Koppen" uit.
Met de ommegang werd het vijftigjarig bestaan van het Gerechtsgebouw van Dendermonde en van de Koninklijke Academie voor Schone Kunsten Dendermonde gevierd. Ook werd geschiedschrijver David Lindanus herdacht. De ommegang werd bijgewoond door prins Leopold.

#### 1878
Naar aanleiding van de inhuldiging van het standbeeld van Pater De Smet in 1878 waren de ridders: Isidoor, Omer, Petrus en Frans Willems. Meteen werd ook de inwijding van het nieuwe sas aan de monding van de Dender gevierd.

#### 1888
Toen Polydore De Keyser, Lord Mayor (burgemeester) van Londen, een bezoek bracht aan zijn geboortestad Dendermonde in 1888 waren de Vier Heemskinderen Henri, Lodewijk, Gustaaf en Alfons Pieters.

#### 1899
In 1899 werd het Ros Beiaard bereden door Pieter, Adhemar, Lucinthe en Leo Dieltjens. Men zette deze ommegang op poten naar aanleiding van de voltooiing van de Scheldekaden en de opening van de nieuwe Dendermondebrug over de Schelde.

### 20e eeuw

#### 1914
In 1914 viel de eer te beurt aan Jan, Leo, Pieter en Edward De Bruyn. Zij waren de kleinzonen van oud-burgemeester en oud-minister Leo De Bruyn-Schellekens. Toen trok het Ros Beiaard door de centrumstraten naar aanleiding van de aanstelling van burgemeester Leo Bruynincx.

#### 1930
In 1930 vierde men het eeuwfeest van de Belgische onafhankelijkheid en werd het Ros bereden door Henri, Jean, Pierre en Albert Van Damme.

#### 1952
In 1952 viel de keuze op Jozef, Rafaël, Pieter en Jan Bombay. Het stadhuis van Dendermonde aan de Grote Markt van Dendermonde bestond 500 jaar en dat was voldoende reden om het Ros Beiaard van stal te halen.

#### 1958
In het kader van de Wereldtentoonstelling in Brussel in 1958 klommen de gebroeders Emiel, Albert, Jozef en Luc Leybaert op de rug van het Ros Beiaard.

#### 1975
In 1975 zaten de gebroeders Dirk, Wim, Boudewijn en Kris De Jonghe op de brede rug van het Ros Beiaard. Voor de Ros Beiaardommegang van 1975 werd een tekening ontworpen door Michel Dambruyne van een steigerend Ros Beiaard met overwegend gebruik van de wit-rode stadskleuren en het stadhuis.

#### 1990
De gebroeders Veldeman waren de Heemskinderen van de ommegang in 1990. Men besloot om de Ros Beiaard-ommegang voortaan om de tien jaar te houden. De affichelogo en bijhorende promotiemateriaal werd opnieuw ontworpen door Michel Dambruyne en voorzien van steigerend Ros Beiaard voor de Belforttoren met een nieuwe variatie op de affiche 1975.

#### 2000
In 2000 voldeden de gebroeders Roy, Nick, Ken en Dean Coppieters aan de scherpe criteria. Na de ommegang werden ze opgenomen in de gilden en verheven tot ereburgers van Dendermonde omwille van de zware fysieke inspanning. De ommegang werd in 2000 extra bemoeilijkt doordat het die dag erg koud was en er een bijtende wind stond. 
Voor de affiche van Ros Beiaard 2000 ging de computerontwerper Stefan Muysers creatief aan de slag met het afgeleide Ros Beiaardlogo met steigerend paard en daarop gezeten de Vier Heemskinderen met hun wimpels van de kunstenaar Michel Dambruyne, een ontwerp van het jaar voordien. De affiche werd ook voorzien van zijn initialen MD.

### 21e eeuw

#### 2010
In 2010 werd de ommegang op zondag 30 mei gehouden. De gebroeders Michiel, Dieter, Niels en Maarten Van Damme mochten dan plaatsnemen op het paard.

#### 2022
Op 6 november 2019 werden de gebroeders Maarten, Wout, Stan en Lander Cassiman geselecteerd als de Heemskinderen voor de ommegang van 24 mei 2020. Deze ommegang werd vanwege de coronacrisis tweemaal uitgesteld en vond uiteindelijk, twee jaar later, plaats op zondag 29 mei 2022. De verkozen broers behielden hun benoeming.

#### 2030
De volgende ommegang is voor het jaar 2030 gepland.

## De Pijnders
Het pijndersambacht, ontstaan in de 14e eeuw, had het monopolie over lossen en laden van schepen en kelderen van wijn en bier. Vandaag zijn de Pijnders de exclusieve dragers van het Ros Beiaard in de ommegangen. De leden zijn verenigd in de Gilde der Vrije Pijnders met aan het hoofd de gildedeken. De gilde kent zo'n 60-tal leden waaruit drie groepen van twaalf dragers en enkele reservedragers geselecteerd worden.
De zware taak om het Ros Beiaard door de stad te dragen is niet te onderschatten waardoor de Pijnders een cruciale rol hebben. Zij hebben niet alleen de verantwoordelijkheid over de veiligheid van het Ros en de Vier Heemskinderen, maar de bewegingen van het paard moeten ook gesynchroniseerd gebeuren met de regie-aanwijzingen. Tempo en aangepaste snelheid zijn van hoofdbelang en worden voor elke ommegang ingestudeerd. Zo wordt elke ploeg van dragers langs buiten aangevoerd door de gildedeken en van binnenuit door een ploegleider die de cadans bepaalt en het bevel geeft om te steigeren, te groeten of te wijken. Voor elke ommegang wordt er maandenlang geoefend aan de kazerne, waar het paard zijn rustplaats heeft. Het dragen van het paard valt fysiek zwaar daar elke Pijnder meer dan 85 kg moet torsen. Daarbij komend dat de verschillende manoeuvres, zoals het steigeren van het paard en het lopen over een niet altijd even stabiele ondergrond, er voor zorgt dat de lasten niet altijd gelijk verdeeld zijn. Zo moeten bij het steigeren de Pijnders vooraan in het paard heffen terwijl de achterste dragers door de knieën gaan.
Naast de effectieve dragers en reserverdagers zijn er ook Pijnders die een andere functie vervullen tijdens de tocht die het Ros maakt:
- De vier schragendragers zetten bij elk oponthoud van het Ros de schragen neer waarop het Ros rust.
- De twee ladderdragers zorgen dat de ladder wordt meegedragen waarmee de Vier Heemskinderen het Ros op- en afstijgen.
- De twee zuipdragers hebben de belangrijke taak om de dragers van het Ros Beiaard onderweg te voorzien van drank.

## Kalleke Step
Kalleke Step is de nar die de teugels van het Ros Beiaard vasthoudt om hem door de stad Dendermonde te leiden. Hij maakt hierbij geregeld of een radslag of een tuimeling en bij het steigeren van het Ros Beiaard gaat hij met zijn benen in de hoogte in handstand op zijn handen staan.

## De hymne
De stadshymne van Dendermonde dateert uit de 17e eeuw en vertelt de Ros Beiaardsage. De tekst maakt ook een allusie op de rivaliteit met buurstad Aalst, die het Dendermondse paard zou benijden.
’t Ros Beyaert doet zyn ronde

In de Stadt van Dendermonde;

Die van Aalst die syn zoo quaet,

Omdat hier ’t Ros Beyaert gaet.

’t Ros Beyaert hoog verheven

Heeft hem in vuer begeven;

En ’t Ros Beyaert is een peirt

Met een strick op synen steirt.

De Vier Aymonskinderen jent,

Met blancken sweirde in d’handt;

Ziet ze rijden,

’t Zijn de schoonste van ons landt!

’t Ros Beyaerts oogen vonckelen

Syne breede maenen kronckelen,

En het wendt hem fraey en vlug

met vier broers op synen rug.

Siet hun harnas, schilt en lansen

Blincken bij de sonneglansen;

En den beyaert ’t voyske geeft,

Daer het Ros synen eer in heeft.

De Vier Aymonskinderen jent,

Met blancken sweirde in d’handt;

Ziet ze rijden,

’t Zijn de schoonste van ons landt!

’t Ros Beyaert is ons glorie,

En benyt ge ons die victorie

Gy hebt nog veel min verstant

Als ons ridderros vaillant.

’t Ros Beyaert is verheven,

Men heeft hem in het vuer begeven,

En het week op ’t oorlogsvelt,

Alles voor syn groot gewelt.

De Vier Aymonskinderen jent,

Met blancken sweirde in d’handt;

Ziet ze rijden,

’t Zijn de schoonste van ons landt!

## De eeuwenoude vete met Aalst
De rivaliteit tussen Aalst en Dendermonde is vermoedelijk ontstaan rond 1195. De heer van Dendermonde zou te hoge tolrechten op de vaart op de Dender hebben gevraagd aan de Aalstenaars. Wanneer de Aalstenaars hiervoor een klacht indienden bij Boudewijn IX de Graaf van Vlaanderen en in hun gelijk werden gesteld kwam het tot een hele reeks plagerijen, spotliedjes en spotnamen tussen de twee steden.
Logischer wijze is ook het Dendermondse Ros Beiaard een doorn in het oog van de Aalstenaars. Ze vinden het nogal een pathetisch schouwspel dat er zoveel ophef wordt gemaakt over een paard dat één keer om de zoveel tijd op "basketsloefen" rondjes maakt en daarbij heel wat volk tot tranen toe beweegt. Als ludiek antwoord rijdt er ieder jaar met Aalst carnaval het Ros Balatum door de straten van Aalst en is het een traditie geworden om – vooral tijdens de Aalsterse carnavalsperiode of in aanloop van de Ros Beiaardommegang – de spot te drijven met het Ros Beiaard, tot grote verontwaardiging van de Dendermondenaars. De lijst met daden binnen deze "vete" is behoorlijk lang waarbij het (proberen) ontvoeren van elkaars stadsprominenten en burgemeesters geen uitzondering was, evenals beide steden regelmatig elkaars paard hebben proberen stelen.
De "rivaliteit" tussen deze twee Dendersteden wordt tot de dag van vandaag aan beide zijden levendig gehouden, al moet gezegd dat het eerder om vriendschappelijke plagerijen en humorvolle acties gaat.